# Kanton Dozulé
Der Kanton Dozulé war von 1801 bis 2015 ein französischer Wahlkreis im Département Calvados und in der damaligen Region Basse-Normandie. Er umfasste 25 Gemeinden im Arrondissement Lisieux; sein Hauptort (frz.: chef-lieu) war Dozulé. Die landesweiten Änderungen in der Zusammensetzung der Kantone brachten im März 2015 seine Auflösung. Vertreter im Generalrat des Départements war zuletzt von 1998 bis 2015 Olivier Colin (DVD). 

## Geschichte
Der Kanton wurde am 4. März 1790 im Zuge der Einrichtung der Départements als Teil des damaligen „District de Pont-l’Évêque“ gegründet. Mit der Schaffung der Arrondissements am 17. Februar 1800 wurde der Kanton als Teil des damaligen Arrondissements Pont-l’Évêque neu zugeschnitten. Am 10. September 1926 wurde das Arrondissement Pont-l’Évêque aufgelöst und der Kanton dem Arrondissement Lisieux zugeschlagen.

Lage des ehemaligen Kantons Dozulés im Arrondissement Lisieux

## Gemeinden
| Gemeinde             | Einwohner Jahr | Fläche km² | Bevölkerungsdichte | Code INSEE | Postleitzahl |
| -------------------- | -------------- | ---------- | ------------------ | ---------- | ------------ |
| Angerville           | 130 (2013)     | 3,9        | 33 Einw./km²       | 14012      | 14430        |
| Annebault            | 420 (2013)     | 5,5        | 76 Einw./km²       | 14016      | 14430        |
| Auberville           | 485 (2013)     | 2,6        | 187 Einw./km²      | 14024      | 14640        |
| Basseneville         | 259 (2013)     | 10,6       | 24 Einw./km²       | 14045      | 14670        |
| Bourgeauville        | 111 (2013)     | 6,2        | 18 Einw./km²       | 14091      | 14430        |
| Branville            | 224 (2013)     | 6,4        | 35 Einw./km²       | 14093      | 14430        |
| Brucourt             | 119 (2013)     | 6,6        | 18 Einw./km²       | 14110      | 14160        |
| Cresseveuille        | 264 (2013)     | 5,5        | 48 Einw./km²       | 14198      | 14430        |
| Cricqueville-en-Auge | 185 (2013)     | 6,8        | 27 Einw./km²       | 14203      | 14430        |
| Danestal             | 357 (2013)     | 6,4        | 56 Einw./km²       | 14218      | 14430        |
| Dives-sur-Mer        | 5.814 (2013)   | 6,5        | 894 Einw./km²      | 14225      | 14160        |
| Douville-en-Auge     | 224 (2013)     | 6,2        | 36 Einw./km²       | 14227      | 14430        |
| Dozulé               | 2.073 (2013)   | 5,2        | 399 Einw./km²      | 14229      | 14430        |
| Gonneville-sur-Mer   | 704 (2013)     | 12,4       | 57 Einw./km²       | 14305      | 14510        |
| Goustranville        | 190 (2013)     | 10,3       | 18 Einw./km²       | 14308      | 14430        |
| Grangues             | 245 (2013)     | 6,6        | 37 Einw./km²       | 14316      | 14160        |
| Heuland              | 77 (2013)      | 3,0        | 26 Einw./km²       | 14329      | 14430        |
| Houlgate             | 2.004 (2013)   | 4,7        | 426 Einw./km²      | 14338      | 14510        |
| Périers-en-Auge      | 135 (2013)     | 5,1        | 26 Einw./km²       | 14494      | 14160        |
| Putot-en-Auge        | 299 (2013)     | 6,6        | 45 Einw./km²       | 14524      | 14430        |
| Saint-Jouin          | 188 (2013)     | 5,0        | 38 Einw./km²       | 14598      | 14430        |
| Saint-Léger-Dubosq   | 169 (2013)     | 4,1        | 41 Einw./km²       | 14606      | 14430        |
| Saint-Pierre-Azif    | 178 (2013)     | 6,2        | 29 Einw./km²       | 14645      | 14950        |
| Saint-Samson         | 322 (2013)     | 3,7        | 87 Einw./km²       | 14657      | 14670        |
| Saint-Vaast-en-Auge  | 99 (2013)      | 3,0        | 33 Einw./km²       | 14660      | 14640        |

## Bevölkerungsentwicklung
| 1962   | 1968   | 1975   | 1982   | 1990   | 1999   | 2006   | 2011   |
| ------ | ------ | ------ | ------ | ------ | ------ | ------ | ------ |
| 12.631 | 12.523 | 12.166 | 12.251 | 12.637 | 13.877 | 14.679 | 15.334 |